# Bona Dea

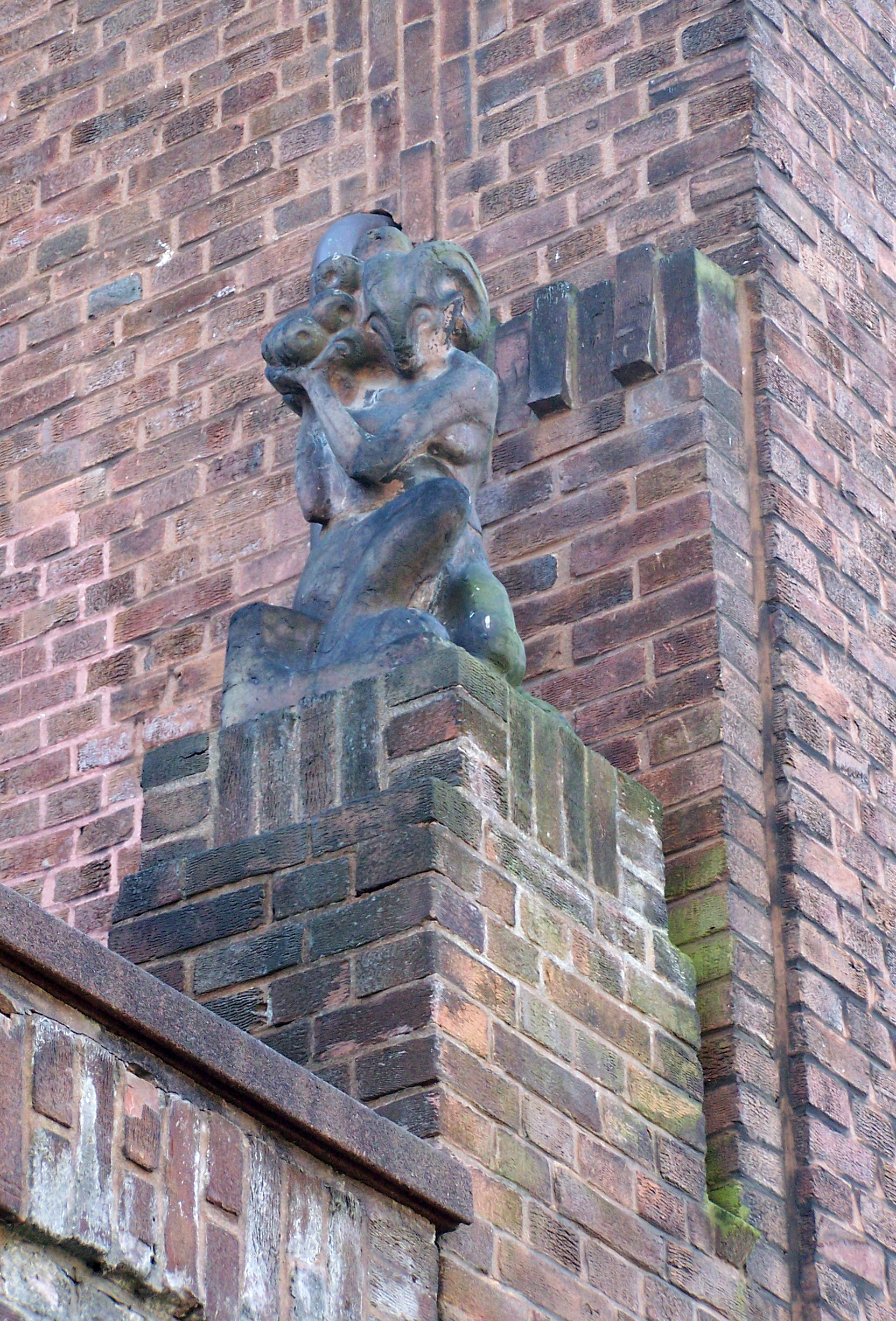
Bona Dea als ornament op de hoek van het wooncomplex "De Utrecht" in Oudwijk (Utrecht). Gemaakt door Hildo Krop in 1925.

Bona Dea was een godin van de vruchtbare aardbodem, een godin van de natuur, die de zegen die de aarde schenkt vermeerdert en vergroot. Door de latere Romeinen werd zij geïdentificeerd met Fauna d. i. "de goedgunstige" en met Maia d. i. "die de groei bevordert" en ook met Ops. Tevens was zij echter een godin die aan de vrouwen vruchtbaarheid schonk en door haar, zonder dat hierbij mannen werden toegelaten, werd vereerd. Tegelijk met Maia had zij een feest, dat op 1 mei, bij de aanvang van de maand waarin de plantengroei tot haar schoonste wasdom komt, werd gevierd.
De Romeinen zelf wisten niet echt hoe ze zich deze godin zouden verklaren en vanwaar ze haar oorsprong zouden afleiden. Daarom werd zij ook met de meest verschillende godheden en personen in verband gebracht. Het algemeen volksgeloof hield haar voor de dochter van Faunus, en de sage verhaalde dat deze, in misdadige liefde voor zijn dochter ontstoken, haar had willen dwingen hem ter wille te zijn, dat hij, toen zij weigerde, haar met mirtentakken had gegeseld, waarom ook de mirte uit haar tempel werd geweerd, dat zij echter standvastig was gebleven en zelfs niet aan zijn boze bedoelingen had toegegeven, toen hij haar door wijn had dronken gemaakt, totdat hij eindelijk zijn doel bereikte door zich in een slang te veranderen. Het schijnt dat we hier te doen hebben met een symbolische voorstelling van de bevruchting van de aarde door de natuurgod, die de plantengroei in het leven roept.
Volgens een andere legende was Bona Dea de vrouw van Faunus en een bosnimf, die door haar gemaal met een mirtenstok was getuchtigd en doodgeslagen, omdat zij zich heimelijk aan wijn te buiten was gegaan. Na haar dood kreeg Faunus echter berouw en bewees hij haar goddelijke eer; daarbij werd de wijnkruik echter altijd met een omhulsel bedekt.
Ook waren er in de Tempel van Bona Dea op de Aventijn tamme slangen en allerlei helende kruiden, die door de priesteressen aan zieken werden gegeven. Zij kende de heelkunde en ook tovermiddelen; alle verborgen wetenschappen waren haar geopenbaard en zij deed voorspellingen aan de vrouwen, evenals Faunus aan de mannen en heette daarom Fatua evenals Faunus Fatuus. Haar eredienst had een onstuimig, opgewonden karakter. Echter, daar was alle onkuisheid van uitgesloten. Zij was juist de godin van die vrouwen, matronae, op wier zedelijkheid geen smet rustte. Ja, men verhaalde zelfs van haar, dat zij zó kuis was geweest, dat zij nooit het vrouwenvertrek had verlaten, nooit een man had gezien, nooit door een man was aanschouwd en dat haar naam nooit in het openbaar was genoemd. Geen man mocht dan ook haar heiligdom, dat aan de voet van de Aventijnse berg lag, betreden. Haar voornaamste feest werd echter elke jaar gevierd in het huis van diegene die de hoogste overheidspersoon was (consul of praetor). De daar verrichte plechtigheden golden voor het gehele volk. Het werd in het begin van december 's nachts gevierd door de voornaamste vrouwen van de stad onder medewerking van de Vestaalse maagden. Door allerlei onthouding hadden zij die aan het feest deelnamen zich daartoe voorbereid. Een drachtig zwijn, volgens anderen hoenderen, maakten het offer uit, dat aan de godin werd gebracht. Na het offer begon onder het gebruik van wijn en onder opgewonden muziek, dans en allerlei zinnebeeldige gebruiken een luidruchtig feest. De tegenwoordigheid van een man was ten strengste verboden en zelfs beelden van mannen en mannelijke dieren, die zich in het huis bevonden, werden omhuld. De man die de plechtigheden van Bona Dea aanschouwde, werd, zo beweerde men, blind. Daarom werd de overmoed van Publius Clodius Pulcher, die bij de viering van het feest, als vrouw verkleed, in het huis van Gaius Julius Caesar wist door te dringen om diens vrouw Pompeia Sulla ongestoord te kunnen bezoeken als een zware misdaad beschouwd.
Het schijnt dat de dienst van Bona Dea door Griekse invloed in Rome en in Italië ingang heeft gevonden, voornamelijk door de invoering van de geheimzinnige Demeter-dienst. Ook buiten Rome werd de Bona Dea in geheel Italië vereerd. Tussen Aricia en Bovillae had zij een heiligdom, in welks nabijheid de bovengenoemde Clodius later zijn dood vond. Men meende hierin de straffende hand van de godin te zien.
Dit belette evenwel niet dat zijn voorbeeld vooral in de keizertijd vele navolgers vond. Immers de feesten van de Bona Dea boezemden de mannen angst in, want op die dag kwamen hun vrouwen zonder mannelijke begeleiding samen.